# Журавлёва, Екатерина Семёновна
Екатерина Семёновна Журавлёва (1888 — после 1955) — русская советская сказительница, исполнительница былин, сказов и плачей.

## Биография
Екатерина Журавлёва родилась в 1888 году в деревне Колтоноговская Пудожского уезда Олонецкой губернии (ныне Семёновский сельсовет Пудожского района Карелии) в бедной крестьянской семье. Отец страдал алкоголизмом. В семье было 8 детей: трое сыновей и пятеро дочерей.
В возрасте 17 лет Екатерину насильно выдали замуж. Муж был намного старше её и страдал глухотой. Периодически бил Екатерину. У них родилось пятеро детей. Во время Первой мировой войны, после девяти лет совместной жизни, муж умер. Чтобы прокормить детей, Журавлёва устроилась на работу на пилку леса. После установления Советской власти работала на погрузке судов, вязала сети. Две недели проучилась в школе по ликвидации неграмотности.
В 1924 году Екатерина Журавлёва была избрана делегаткой на женскую конференцию в Пудож. Там о её проблемах узнал секретарь партии Харламов, который помог устроить Журавлёву на завод. Вскоре она вышла замуж. Забеременев, в 1927 году по настоянию мужа ушла с завода и стала домохозяйкой. Занималась общественной деятельностью.
С 1936 года сочиняла сказки, стихи, плачи. Неоднократно была в Петрозаводске, где исполняла свои произведения. Ездила на Всесоюзную конференцию сказителей в Москву.
В 1941 году от травмы, полученной на производстве, скончался муж Екатерины Семёновны. Во время Великой Отечественной войны она не была в эвакуации. 2 года проработала в колхозе «Прибой», затем работала у водников (зажигала фонари), позднее вязала сети (до окончания войны).
В 1920—1950-х годах Екатерина Журавлёва жила в посёлке Первомайский Шальского сельсовета Пудожского района (ныне в составе посёлка Шальский).

## Творчество
Духовные стихи Екатерина Журавлёва усвоила с детства от слепой няньки Ирины Михайловны Логиновской. Былины она слышала от сказителя Бориса Емельяновича Чурилина. По сведениям конца 1930-х годов, Екатерина Семёновна знала около 12 сказок, около 30 старинных песен, три старых и две современные былины, различные плачи (свадебные и похоронные) и несколько современных произведений. По сведениям 1947 года, она знала около 35 сказок, 4 старых былины, 250 загадок и пословиц, 54 старинные песни, современные былины «О Чапаеве», «О Москве», «О боях на озере Хасан», о голосовании, современные плачи «О С. М. Кирове», «О Н. К. Крупской», «О В. И. Ленине», «О В. П. Чкалове», «О П. А. Осипенко», «О А. Серове». Ряд её произведений был опубликован.
Плачи Екатерины Журавлёвой обладали очень сильным эмоциональным воздействием на слушателей. Когда в годовщину убийства Кирова она исполняла у себя дома плач по Сергею Мироновичу, присутствующие, включая мужчин, плакали. По словам Екатерины Семёновны, однажды на палубе парохода по пути из Петрозаводска она исполнила плач о Чкалове. Её слова потрясли не только присутствующих женщин, но и группу военных. Выступления Екатерины Семёновны неоднократно транслировались по радио. Слушавшие их у репродукторов женщины, как правило, плакали.
В своих произведениях Екатерина Журавлёва использовала мотивы «вещей птички» («Плач об Осипенко», «Плач о Серове») и «живой воды» («Плач по отцу», «Плач о Чкалове»). В современных произведениях также раскрывается тема заботы Советской власти от трудящихся, чему противопоставляются рассказы о тяжёлом прошлом.
В 1930-х годах она часто выступала в местном клубе с частушками вместе с сыном, игравшем на гармошке. Каждое такое выступление начиналось словами:
Вы, товарищи, потише,
мне сыграт сыночек Миша,
он сыграт, а я спою
про счастливу жизнь свою!
По словам фольклориста М. М. Михайлова, «при большой ее одарённости и художественном вкусе, к сожалению, на некоторых сложенных ею новых произведениях фольклора, лежит печать спешки и недоработанности».